# Mintho rufiventris
Mintho rufiventris là một loài ruồi trong họ Tachinidae.